# Delatief
De delatief is een naamval die voor zover bekend alleen in het Hongaars en Fins voorkomt. De oorspronkelijke betekenis is "van...af" (oppervlak). Deze betekenis is verwant aan die van de sublatief en de superessief.
Daarnaast wordt de delatief in het Hongaars in diverse andere betekenissen gebruikt, zoals "over, aangaande". De belangrijkste bijbetekenis is "van...uit" (vertrekpunt). De uitgang is steeds -ről of -ról. Wanneer Hongarije zelf of plaatsen binnen Hongarije als punt van vertrek worden genomen, staan ze in de delatief:
- a hajóról, "van het schip af" (a hajó = het schip)
- erről az asztalról, "vanaf deze tafel" (ez = deze → erről = hier vanaf; az asztalról = van de tafel af; dubbel gebruik van suffux!)
- Budapestről jövök, "Ik kom/arriveer uit Boedapest"  (letterlijk: Ik kom "van Boedapest af")
Let op: Bij de meeste Hongaarse plaatsnamen wordt -ról/-ről gebruikt in de betekenis van "uit (vandaan)". In andere gevallen (bijvoorbeeld voor plaatsen buiten Hongarije) gebruikt het Hongaars in dit geval de elatief.
- arról beszél, "hij spreekt daar over" (beszél = hij spreekt; az = dat → arról = daarover, over dat)
- róla van szó, "er is sprake van" (róla = erover)

In het Fins is de delatief een bijwoord dat alleen wordt gebruikt bij enkele persoonlijke voornaamwoorden.